# Spottobrotula amaculata
Spottobrotula amaculata is een straalvinnige vissensoort uit de familie van naaldvissen (Ophidiidae). De wetenschappelijke naam van de soort is voor het eerst geldig gepubliceerd in 1982 door Cohen & Nielsen.